# Raymond Matzen
Pour les articles homonymes, voir Matzen.
Raymond Matzen, né le 21 février 1922 et mort le 8 août 2014 à Strasbourg, est un universitaire français, poète et parolier en langue alsacienne dont il est spécialiste.

## Biographie
Fils d’un cheminot, Charles Eugène Matzen, de Reichstett, et de Marie Eugénie Debs de Kilstett, Raymond Matzen fait ses études au lycée Kléber de Strasbourg et au collège d’Issoire (Puy-de-Dôme) où il est réfugié pendant la Seconde Guerre mondiale. À l'âge de 16 ans, il écrit son premier article pour les Dernières Nouvelles d'Alsace dont il est le plus jeune correspondant de France.
Une fois la paix revenue, il poursuit des études de lettres (allemand, anglais, phonétique) aux universités de Fribourg-en-Brisgau et Strasbourg ainsi qu'à la Sorbonne.
Correcteur et traducteur aux Dernières Nouvelles de Strasbourg entre 1945 et 1947, il devient professeur agrégé d'allemand en 1960 et enseigne pendant près de vingt ans avant d’entamer une carrière d’universitaire. Maître de conférences en linguistique et dialectologie, il publie un atlas linguistique avec Ernest Beyer en 1969, avant de devenir directeur de l’Institut de dialectologie à la Faculté des lettres de Strasbourg (1970-1988).
Dans les années 1960, Raymond Matzen s'engage dans la défense et l’illustration du dialecte alsacien. Il a notamment été le conseiller littéraire du Théâtre alsacien de Strasbourg et présidé l’Institut des arts et traditions populaires d’Alsace.
Raymond Matzen meurt à Strasbourg le 8 août 2014 à l’âge de 92 ans.

## Prix et distinctions
- Prix de la Société des écrivains d’Alsace et de Lorraine (1962) ;
- Prix Joseph Lefftz (1974) ;
- Prix René Schickele (1980)[3] ;
- Johann Peter Hebeldank de la ville de Lörrach. (1981) ;
- Prix Maurice Betz de l’Académie d’Alsace (1991).

## Hommages posthumes
À l’annonce du décès de Raymond Matzen, Roland Ries, maire de Strasbourg écrit : « Le professeur Matzen laisse l’image d’un homme d’esprit et de culture, dont la curiosité, l’humour, la malice et la joie de vivre étaient communicatifs. Peut-être poursuit-il son débat avec Germain Muller, André Weckmann, les frères Matthis, Nathan Katz et tous les autres « Grands Alsaciens » disparus, sur la pertinence d’une de ses expressions préférées – Im Deiffel uf de Schwanz tratte – Marcher sur la queue du Diable. »
Pour Philippe Richert, président de la Région Alsace, « Raymond Matzen fut un acteur décisif du renouveau de l’alsacien. Nous lui devons une méthode d’apprentissage de la langue régionale, mais également des traductions, des poèmes, des analyses linguistiques, des chroniques… Par-dessus tout, nous lui devons d’avoir transmis autour de lui la passion pour l’Alsace, sa langue et sa culture. Quand certains désespéraient l’alsacien et croyaient son déclin inéluctable, Raymond Matzen nourrissait, par son œuvre et son engagement, l’enthousiasme et la foi en l’avenir. »

## Publications
Liste non exhaustive
- Proverbes et dictons d’Alsace, Éditions Payot & Rivages, 1987.
- Anthologie des expressions d’Alsace. Équivalents français, traductions et explications. Éditions Payot & Rivages, Paris, 1989.
- Dictionnaire trilingue des gros mots alsaciens : dialecte, français, allemand ; cartes géolinguistiques et index Éditions Le Verger, 2000.
- Wie geht’s ? Le dialecte à portée de tous, avec Léon Daul, La Nuée Bleue, Strasbourg, 1999.
- Wie steht’s ? Lexiques alsacien et français, Variantes dialectales, Grammaire, avec Léon Daul, La Nuée Bleue, Strasbourg, 2000.  (ISBN 9783447068970)
- s’Neje Teschtàment, Le Nouveau Testament en dialecte alsacien, en collaboration avec Daniel Steiner, pasteur. Éditions du Signe, 2013.  (ISBN 978-2746831353)

## Articles

### Dictionnaires / Dictons et proverbes
- Dictons et proverbes d’Alsace recueillis, traduits et commentés par Raymond Matzen, Paris, Payot, Collection Régionaux Rivages. 1987.
- Anthologie des expressions d'Alsace. Braver le diable en lui marchant sur la queue, Paris, Payot, Collection Régionaux Rivages. 1989.

### Géolinguistique et linguistique dialectales
- (de) Der alemannische Sprachraum, dans Adrien Finck et al. (dir.), Nachrichten aus dem Alemannischen, vol. 3, Olms, p. 177-192, 6 cartes, 1979.
- « Emprunts de l’alsacien à différentes langues », dans Encyclopédie de l’Alsace, vol. 5, Strasbourg, Publitotal, p. 2702-2707. 1983.
- « Francique », dans Encyclopédie de l’Alsace vol. 5, Strasbourg, Publitotal, p. 3162-3168. 1983.
- « Frontière linguistique », dans Encyclopédie de l’Alsace, vol. 6, Strasbourg, Publitotal, p. 3228-3230. 1984.

### Le judéo-alsacien
- Le judéo-alsacien, et les hébraïsmes alsaciens, dans Saisons d’Alsace n° 55-56, 189-206. 1975.
- Le judéo-alsacien, dans Encyclopédie de l’Alsace,, vol. 7, Strasbourg, Publitotal, 4356-4358. 1984.